# Jennifer Nitsch
Jennifer Claudia Barbara Nitsch (* 10. Dezember 1966 in Köln; † 13. Juni 2004 in München) war eine deutsche Schauspielerin.

## Leben
Jennifer Nitsch wurde als Tochter des Managers Wolfgang Nitsch und der Hausfrau Barbara Nitsch-Nedjabat 1966 in Köln geboren. Ihre Eltern ließen sich scheiden, als sie zwei Jahre alt war. Sie besuchte zusammen mit ihrem Bruder das Pädagogium Godesberg. Durch ihre Großtante, eine Gewandmeisterin an der Oper Köln, war sie bereits als Schülerin passionierte Schneiderin und absolvierte nach dem Abitur eine Ausbildung als Kostümbildnerin. Als Kostümbildner-Assistentin beim WDR erlebte sie Dreharbeiten einer Fernsehproduktion mit und entschloss sich schließlich, Schauspielerin zu werden. Sie machte eine Film- und Fernsehausbildung beim AC&C Studio in München, Zürich und New York City.
Erstmals vor der Kamera stand Nitsch mit kleinen Episodenrollen in den Fernsehserien Forsthaus Falkenau und Der Alte. Ihr Filmdebüt gab sie 1989 als Silke in Hans W. Geißendörfers Bumerang-Bumerang. Der Durchbruch als Film- und Fernsehschauspielerin gelang ihr 1991 als handwerkelnde Damen-WG-Bewohnerin Anette in Sönke Wortmanns Filmkomödie Allein unter Frauen. Von 1992 bis 1993 hatte sie eine durchgehende Serienrolle als Susanne Junginger in der Arzt- und Familienserie Freunde fürs Leben. Für ihre Darstellung der verheirateten Designerin Teresa Gärtner in dem ZDF-Fünfteiler Nur eine kleine Affäre wurde sie 1994 mit dem Bayerischen Fernsehpreis und 1995 mit dem Adolf-Grimme-Preis ausgezeichnet. Danach war sie in zahlreichen weiteren Film- und Fernsehproduktionen zu sehen. Nitsch spielte mit Vorliebe emanzipierte, kämpferische Frauen, die unbeirrt ihren Weg gehen. Regisseur Dieter Wedel besetzte sie als Barbara Sattler an der Seite von Mario Adorf, Stefan Kurt, Heiner Lauterbach und Maja Maranow in seinem Fünfteiler Der Schattenmann (1996). 1999 war sie unter der Regie von Ben Verbong in dem Weihnachtsthriller Lieber böser Weihnachtsmann neben Miroslav Nemec in der Hauptrolle zu sehen.
Im März 2002 gab Nitsch in der 494. Tatort-Folge Bienzle und der Tag der Rache des Ermittlers Ernst Bienzle als tatverdächtige Susanne Kuron ihr Debüt in der ARD-Krimireihe. In der im Juni 2003 uraufgeführten Fernsehkomödie In der Höhle der Löwin spielte sie an der Seite von Rosemarie Fendel die engagierte Chirurgin Dr. Maja von Wiesenthal. Im April 2004 war sie neben Francis Fulton-Smith in der Hauptrolle der Architektin Ulrike Bongart in dem Fernsehfilm Geerbtes Glück zu sehen. Ihre letzte Filmarbeit war die Titelrolle in Helmut Metzgers Fernsehproduktion Judith Kemp, in dem sie 2004 eine couragierte Wirtschaftsanwältin spielte. An den erfolgreichen Auftaktfilm sollte sich eine Fernsehreihe anschließen, die nicht mehr umgesetzt werden konnte. Postum war Nitsch im Dezember 2004 als Arzthelferin Ellen Holm in der ZDF-Krimiserie Der letzte Zeuge in der Episode Die Frösche, die Kinder, der Tod an der Seite von Ulrich Mühe zu sehen.
Jennifer Nitsch starb am 13. Juni 2004 im Alter von 37 Jahren, als sie aus ihrer Dachwohnung im vierten Stock im Münchner Stadtteil Schwabing stürzte. Da sie an Depressionen litt, wird Suizid angenommen, obwohl ein Unfall nicht völlig ausgeschlossen werden kann. Laut Staatsanwaltschaft war sie mit einem Alkoholwert von 3,1 Promille volltrunken und hatte zudem Schlaftabletten eingenommen.
Sie wurde in Sankt Peter-Ording auf dem Friedhof der evangelischen Kirche St. Nikolai beigesetzt.

## Filmografie
- 1989: Forsthaus Falkenau (Fernsehserie, Folge Wölfe)
- 1989: Der Alte (Fernsehserie, Folge Der Augenblick der Rache)
- 1989: Bumerang-Bumerang
- 1990: Der Alte (Fernsehserie, Folge Tod eines Beerdigungsunternehmers)
- 1991: Jolly Joker (Fernsehserie, Folge Gefährliches Spiel)
- 1991: Allein unter Frauen
- 1991: Himmelsschlüssel – Regie: Gero Erhardt
- 1992: Kleine Haie
- 1992: Glückliche Reise (Fernsehserie, 7 Folgen)
- 1992–1993: Freunde fürs Leben (Fernsehserie, 19 Folgen)
- 1993: Ein Mann für meine Frau – Regie: Hartmut Griesmayr
- 1993: Gefährliche Verbindung – Regie: Uwe Janson
- 1993: Derrick (Fernsehserie, Folge Langsamer Walzer)
- 1994: Die Stadtindianer (Fernsehserie, Folge Schrei nach Liebe)
- 1994: Nur eine kleine Affäre (Fünfteiler)
- 1995: Das ist dein Ende – Regie: Michael Keusch
- 1995: Internationale Zone – Regie: Milan Dor
- 1995: Spur eines Zweifels – Regie: Hartmut Griesmayr
- 1995–1996: Die Straßen von Berlin (Fernsehserie, 3 Folgen)
- 1996: Der Alte (Fernsehserie, Folge Die Tat)
- 1996: Der Schattenmann (Fünfteiler)
- 1996: Diebinnen
- 1997: Klassenziel Mord, Regie: Michael Rowitz
- 1997: Busenfreunde – Regie: Thomas Berger
- 1997: Lebenslang ist nicht genug – Regie: Sigi Rothemund
- 1997: Die Sexfalle – Regie: Michael Keusch
- 1998: Der weiße Elefant – Regie: Gianfranco Albano
- 1998: Frauen lügen nicht – Regie: Michael Juncker
- 1998: Schock – Eine Frau in Angst – Regie: Ben Verbong
- 1999: Die Piraten der Karibik (OT Caraibi)
- 1999: Männer sind wie Schokolade
- 1999: Schwarzes Blut – Regie: Diethard Klante
- 1999: Die letzte Chance – Regie: Erwin Keusch
- 1999: Ein Mann wie eine Waffe – Regie: Michael Rowitz
- 1999: Lieber böser Weihnachtsmann – Regie: Ben Verbong
- 2000: Sex oder Liebe? – Regie: Christoph Schrewe
- 2001: Ich pfeif auf schöne Männer – Regie: Helmut Metzger
- 2001: Ein unmöglicher Mann (Fernsehserie, 5 Folgen)
- 2001: Das Geheimnis der Mittsommernacht – Regie: Gero Erhardt
- 2001: Terror im Orient Express (OT Death Deceipt and Destiny aboard the Orient Express) – Regie: Mark Roper
- 2002: Tatort: Bienzle und der Tag der Rache (Fernsehreihe)
- 2002: Am Ende die Wahrheit – Regie: Michael Rowitz
- 2003: Der Alte (Fernsehserie, Folge Das Testament des Doktor Z.)
- 2003: Freundinnen für immer – Regie: Regie: Konrad Sabrautzky
- 2003: Dorian – Pakt mit dem Teufel
- 2003: In der Höhle der Löwin
- 2003: Im Namen des Herrn – Regie: Bernd Fischerauer
- 2004: Geerbtes Glück
- 2004: Der Alte (Fernsehserie, Folge Ein tödliches Drama)
- 2004: Judith Kemp
- 2004: Der letzte Zeuge (Fernsehserie, Folge Die Frösche, die Kinder, der Tod)

## Auszeichnungen
- 1994: Bayerischer Fernsehpreis, für Nur eine kleine Affäre
- 1995: Adolf-Grimme-Preis, für Nur eine kleine Affäre (zusammen mit Annemarie Schoenle, Thomas Wittenburg, Brigitte Wittenburg und Detlef Rönfeldt)